# Araeopteron canescens
Araeopteron canescens là một loài bướm đêm trong họ Erebidae.